# ویلیام جیمز برایان
ویلیام جیمز برایان (به انگلیسی: William James Bryan) سناتور سابق عضو حزب دموکرات ایالات متحده آمریکا بود. وی در سال ۱۹۰۷ تا ۱۹۰۸ میلادی سناتور ایالت فلوریدا در سنای ایالات متحده آمریکا بود.